# Kirtland Hills (Ohio)
Pour les articles homonymes, voir Kirtland Hills.
Kirtland Hills est un village américain situé dans le comté de Lake, dans l'Ohio. Selon le recensement de 2010, sa population est de 646 habitants.